# Ulica Ambrożego Grabowskiego w Krakowie
Ulica Ambrożego Grabowskiego – ulica w Krakowie, w dzielnicy I Stare Miasto, na Piasku. Przebiega od ulicy Karmelickiej w kierunku południowo-zachodnim do ulicy Jana Kochanowskiego.
Ulica została wytyczona na początku XX wieku. Przez krótki czas określana była jako ulica Bogata. Obecna nazwa ulicy upamiętniająca krakowskiego historyka i księgarza, Ambrożego Grabowskiego nadana została w 1903 roku.

## Zabudowa
W XIX wieku w rejonie, w którym później wytyczona została ulica Grabowskiego znajdował się dworek z ogrodem stanowiący własność Jana Wańkowicza, powstańca styczniowego, przyjaciela Romualda Traugutta. Obecna zabudowa ulicy ma charakter mieszkalny – stanowią ją kamienice czynszowe powstałe w latach 90. XIX wieku i na początku wieku XX.
- ul. Grabowskiego 1 (ul. Karmelicka 52) – Kamienica. Projektował Beniamin Torbe (?), 1906.
- ul. Grabowskiego 2 (ul. Karmelicka 50) – Kamienica. Projektował Aleksander Biborski (?), 1905.
- ul. Grabowskiego 3 – Kamienica w stylu secesyjnym. Projektował Beniamin Torbe, 1905.
- ul. Grabowskiego 4 – Kamienica w stylu historyzmu. Projektował Józef Hercok, 1900.
- ul. Grabowskiego 5 (ul. Pawlikowskiego 1) – Kamienica. Projektował Józef Pakies, 1905.
- ul. Grabowskiego 6 – Kamienica w stylu historyzmu. Projektował Henryk Lamensdorf, 1906.
- ul. Grabowskiego 7 (ul. Pawlikowskiego 2) – Kamienica. Projektował Józef Pakies, 1905.
- ul. Grabowskiego 8 – Kamienica. Projektował Franciszek Mączyński, budową kierował Aleksander Biborski, 1902.
- ul. Grabowskiego 9 – Kamienica. Projektował Henryk Lamensdorf, 1910–1912.
- ul. Grabowskiego 10 – Kamienica w stylu historyzmu. Wzniesiona w 1899 roku.
- ul. Grabowskiego 12 (ul. Kochanowskiego 15) – Wolnostojąca willa o secesyjnej dekoracji fasady, otoczona ogrodem.
- ul. Grabowskiego 13 (ul. Kochanowskiego 17) – Kamienica w stylu historyzmu.

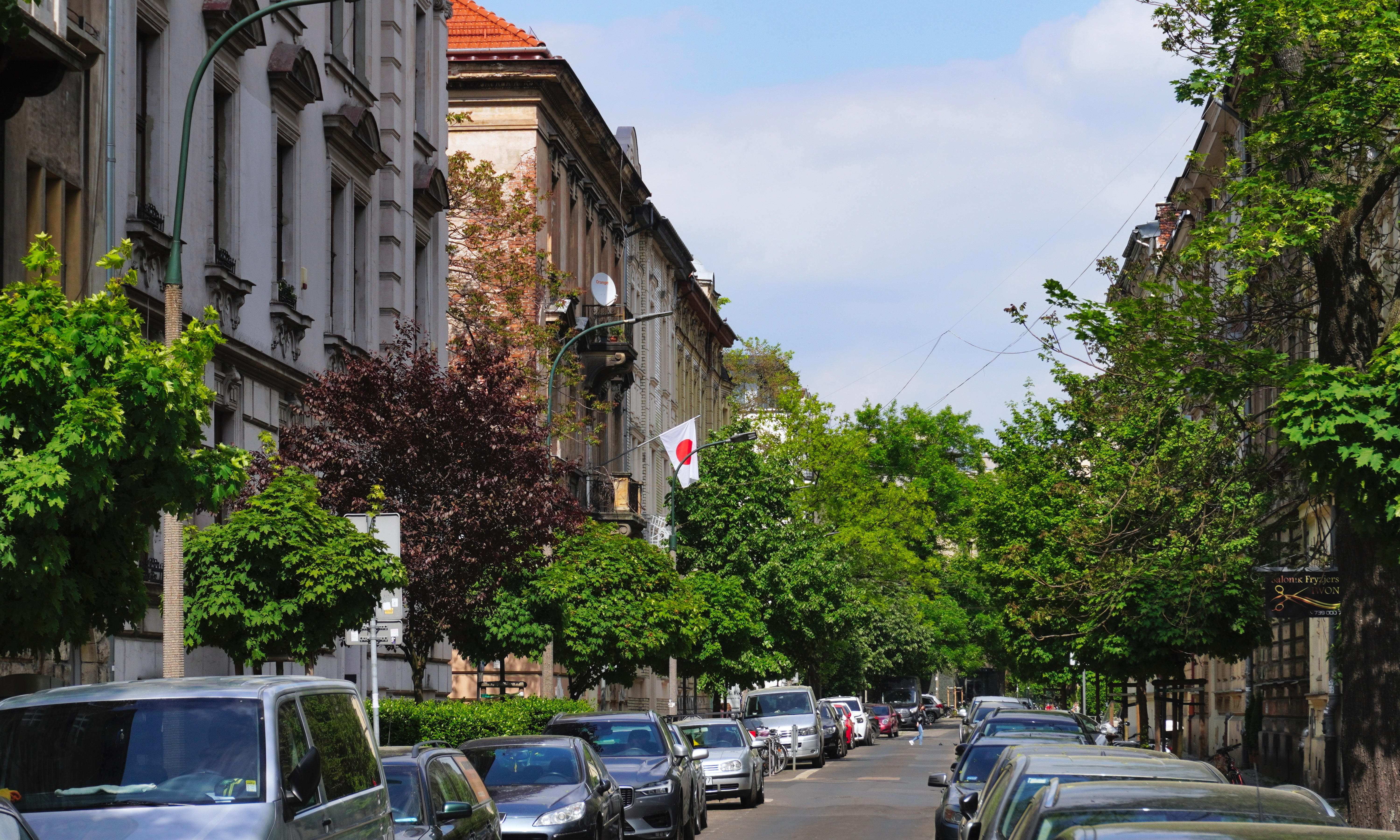
Widok na północny wschód, od ul. Kochanowskiego
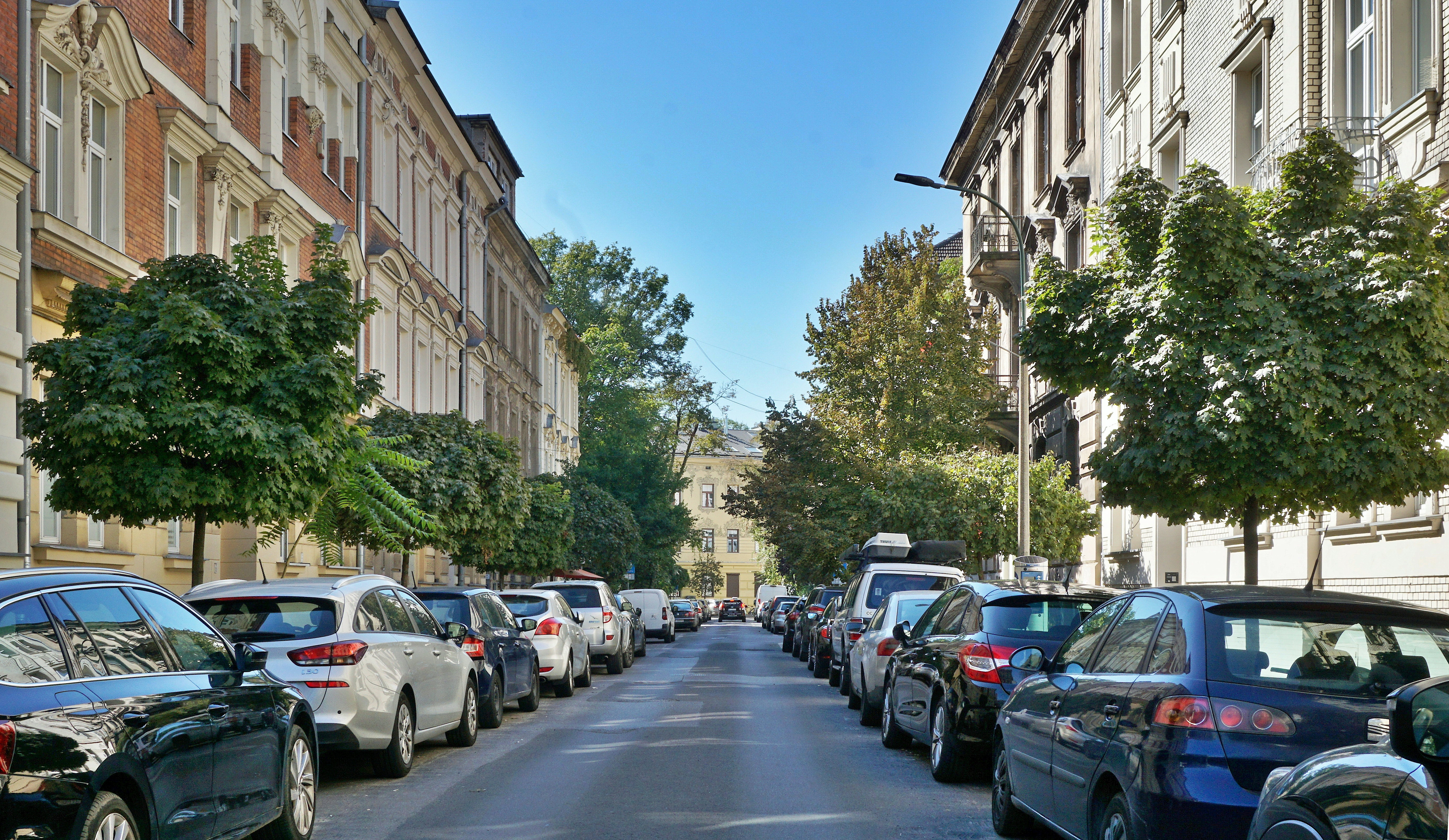
Widok na południowy zachód (2024)
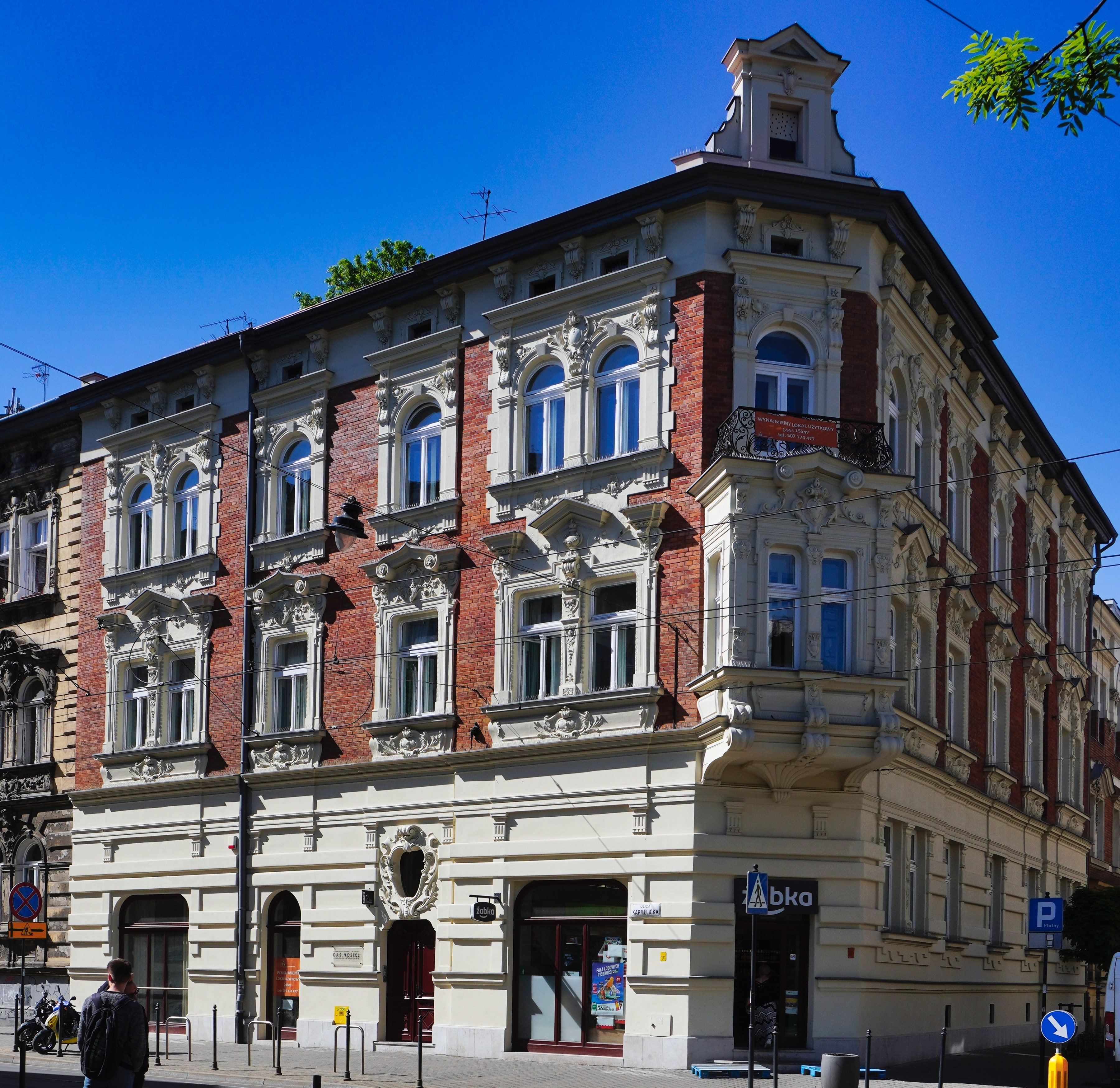
ul. Grabowskiego 2 (ul. Karmelicka 50) Kamienica (proj. Aleksander Biborski (?), 1905)
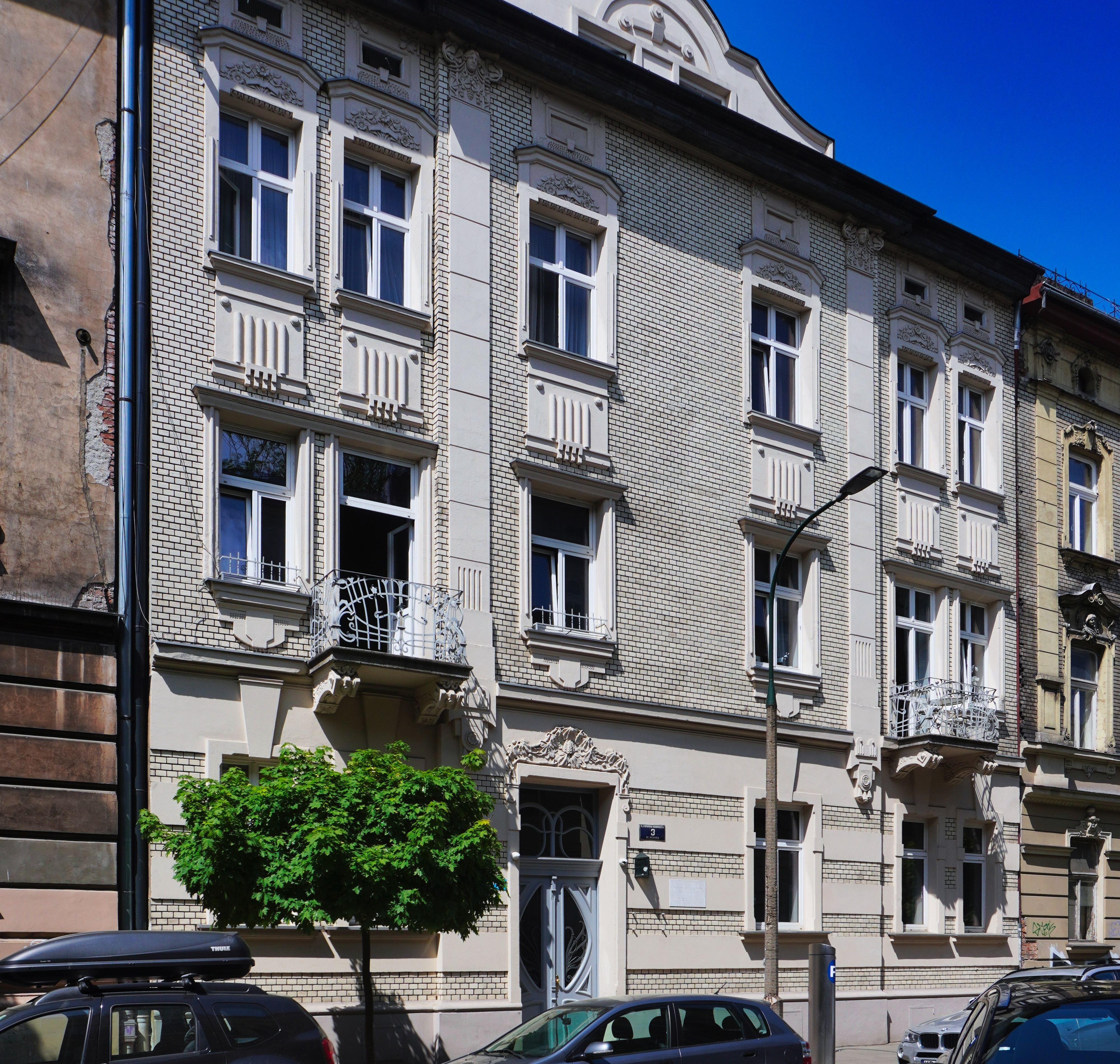
ul. Grabowskiego 3 Kamienica (proj. Beniamin Torbe, 1905)
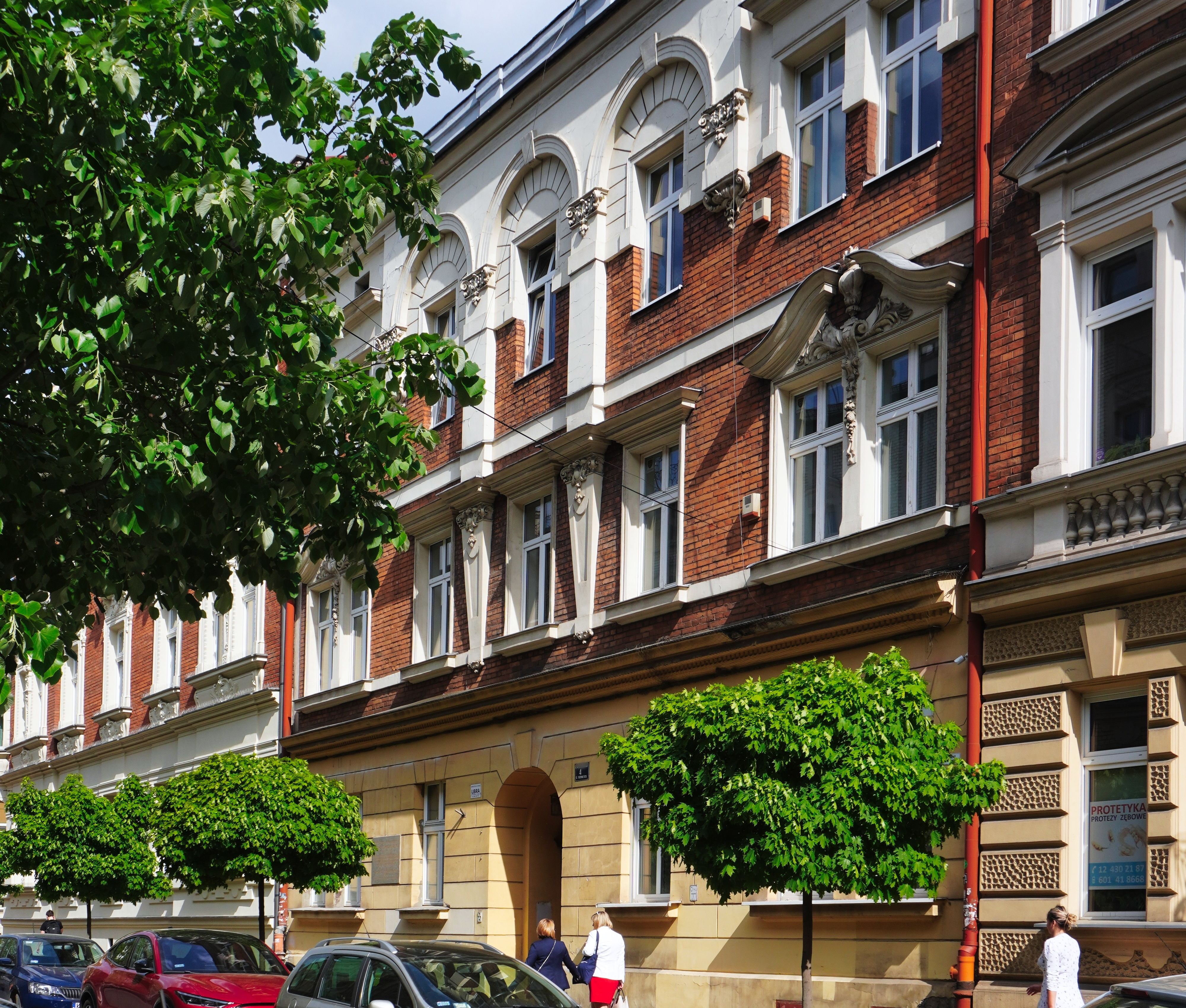
ul. Grabowskiego 4 Kamienica (proj. Józef Hercok, 1900)
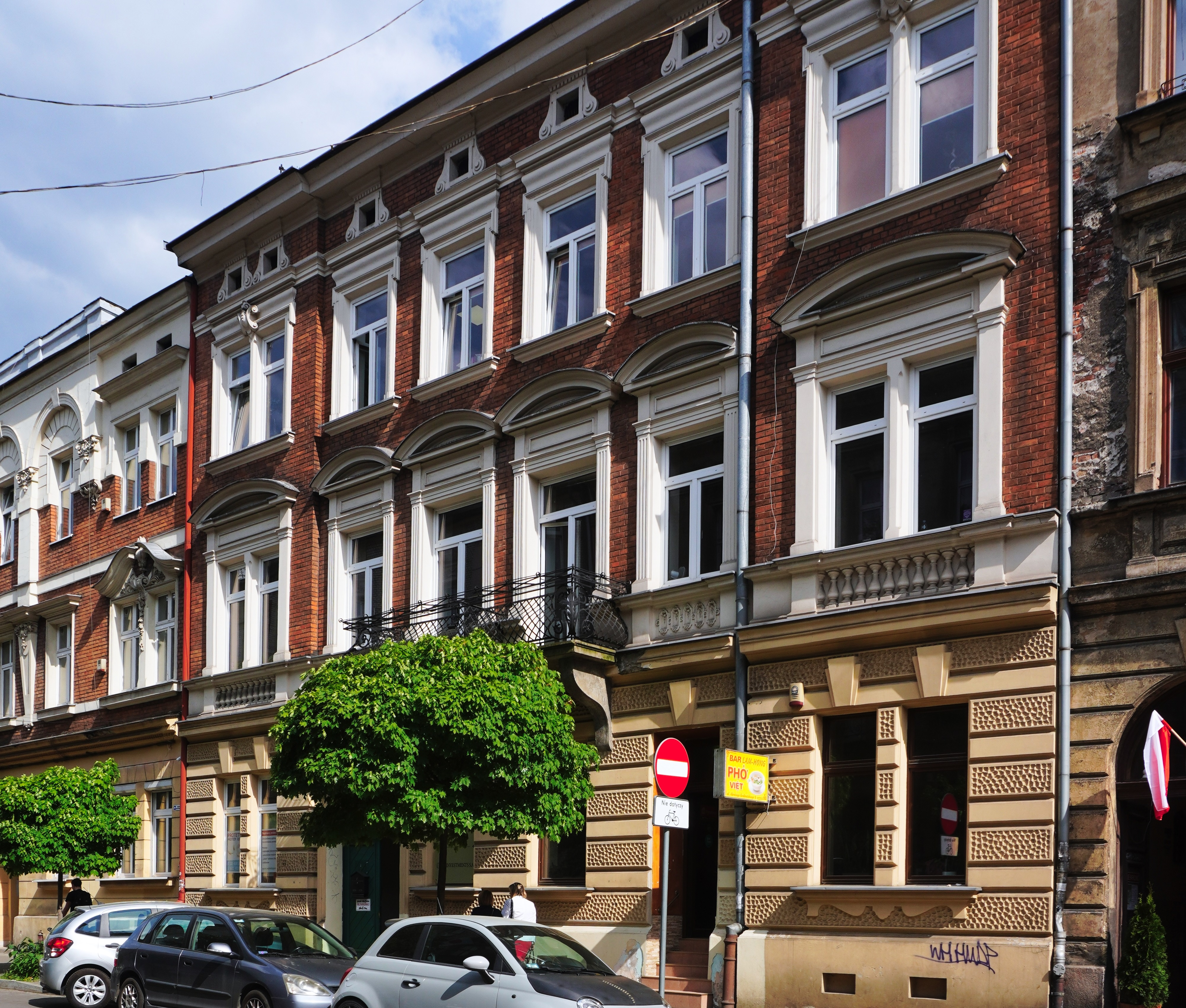
ul. Grabowskiego 6 Kamienica (proj. Henryk Lamensdorf, 1899)
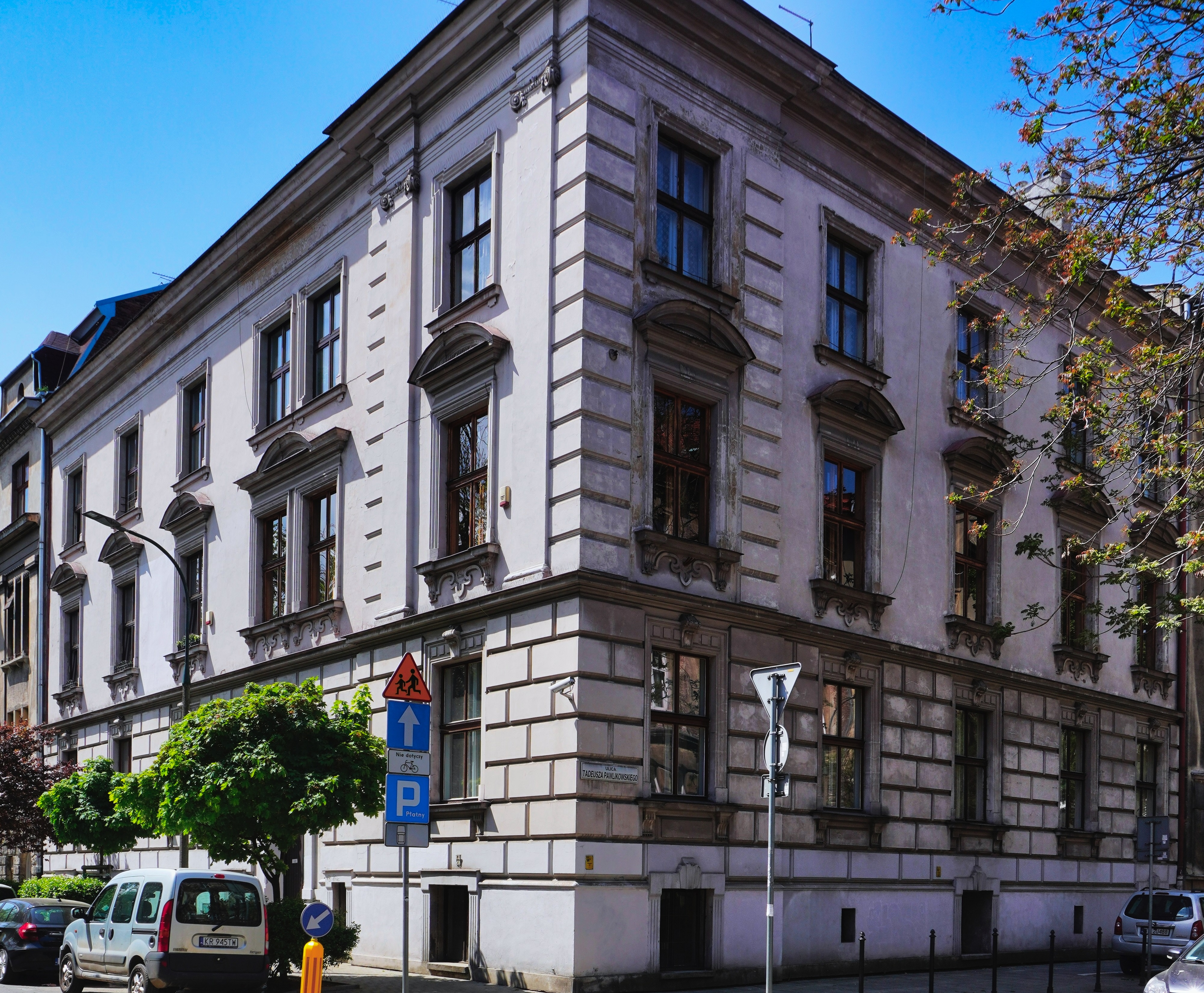
ul. Grabowskiego 7 (ul. Pawlikowskiego 2) Kamienica (proj. Józef Pakies, 1905)
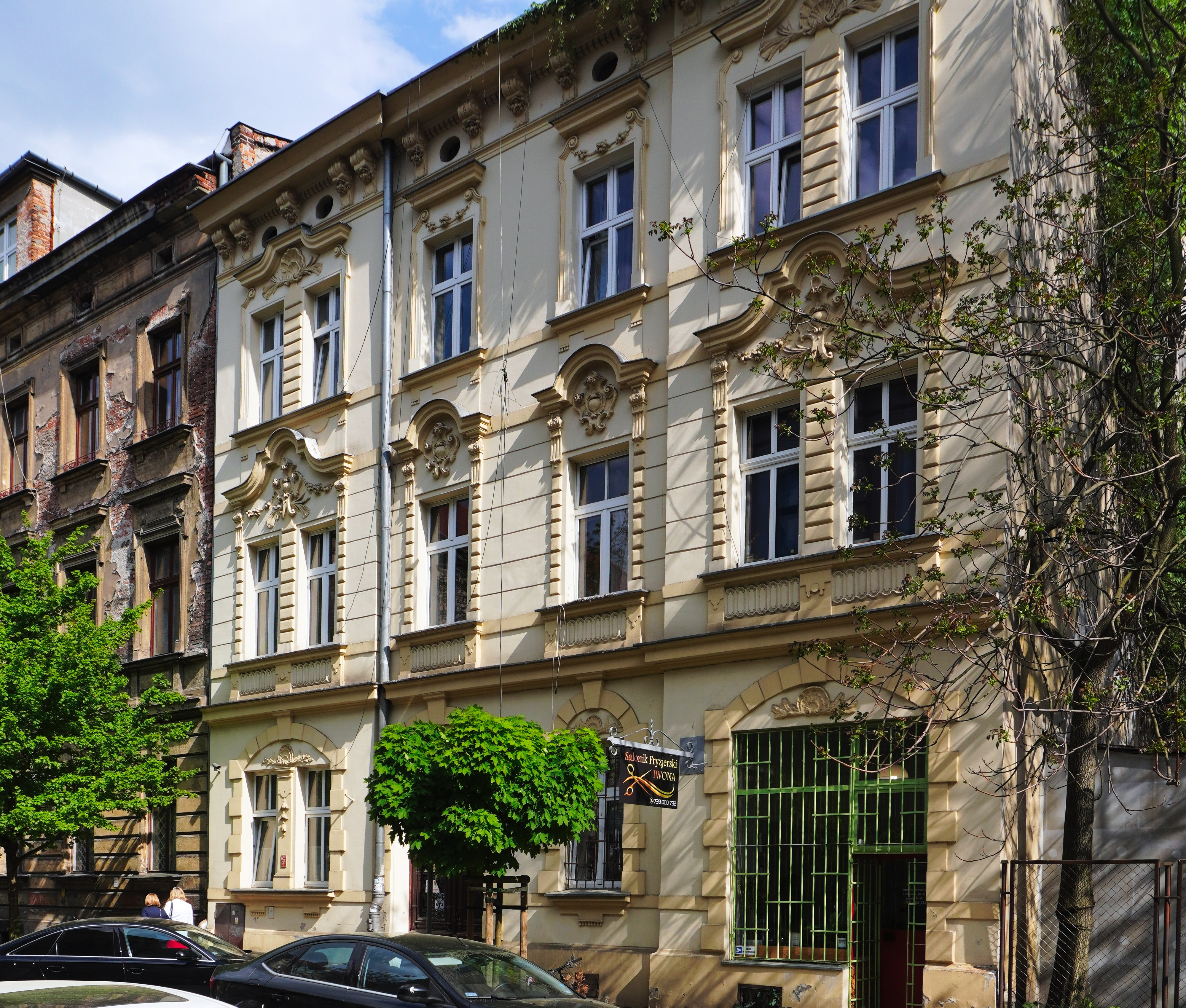
ul. Grabowskiego 10 Kamienica (1899)
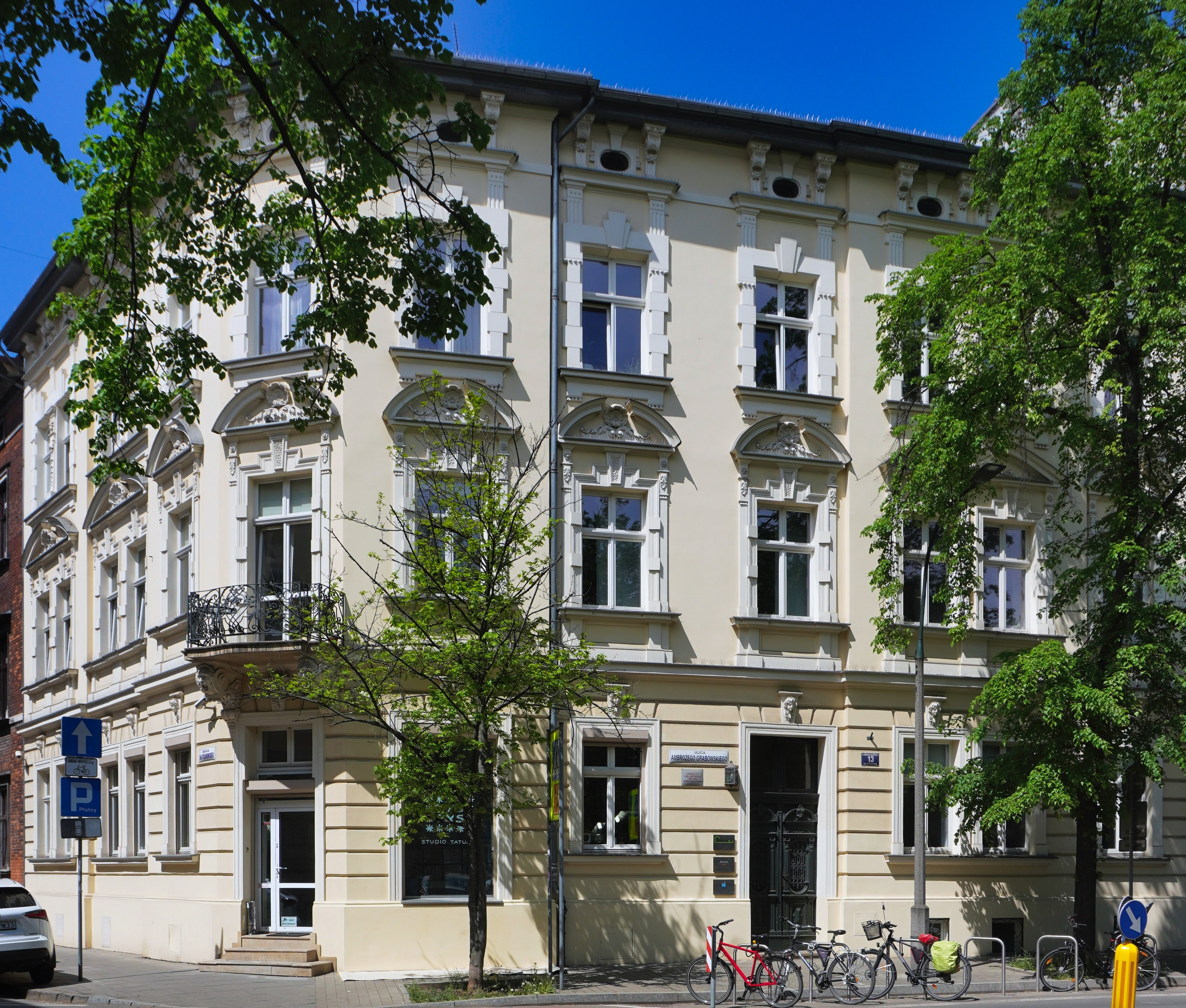
ul. Grabowskiego 13 (ul. Kochanowskiego 17). Kamienica czynszowa